# Императорские театры Российской империи
Импера́торские теа́тры Росси́и — театры, существовавшие за казённый счёт и находившиеся в ведении императорского двора, с 1756 года по 1917 год; также назывались придворными театрами.

## Предыстория создания императорских театров

### Первый царский театр. Алексей Михайлович (Москва)
Впервые царский театр появился в России в 1672 году при царе Алексее Михайловиче и просуществовал до 1676 года.

Инициатором создания театра наподобие европейского стал боярин Артамон Сергеевич Матвеев. Драматургом был назначен немецкий пастор Иоганн Готфрид Грегори, а первая пьеса называлась «Артаксерксово действо». Тогда было отобрано 60 иностранцев, которых стали обучать актёрскому ремеслу, а здание театра было наскоро построено в подмосковной резиденции царя, в селе Преображенском. 
«17 октября 1672 г. прошло открытие долгожданного театра и первое представление. На этом важном событии присутствовали сам царь и все его ближние бояре. В специальной ложе находились царица и её придворные дамы. Первое представление длилось десять часов, но царь досмотрел все до конца и остался очень доволен. Когда спектакль был окончен, зрители тут же отправились в баню, так как считали, что после такого „действа“ необходимо смыть с себя все грехи. Театр называли в то время „позорищем“. В 1673 году произошли некоторые изменения. Театр был перенесен в другое помещение, которое находилось над Аптекарской палатой Кремля. Труппа актеров тоже пополнилась».
 Однако со смертью Алексея Михайловича в 1676 году умер и первый русский царский театр.

### Театры при Петре I (Москва)
Ещё с XVIII века в Москве работали иноземные театральные труппы, в основном французские и итальянские. Это были частные антрепризы. Помещения они строили свои или оборудовали частным образом какие-либо чужие постройки.
В 1702 году Пётр I построил в Москве на Красной площади близ Никольских ворот Кремля первый в России публичный общедоступный театр, который просуществовал до 1706 или 1707 года и назывался «Комедиальная храмина». Для него было построено длинное одноэтажное здание. Зрительный зал вмещал до 400 человек. Представления давались по понедельникам и четвергам и сопровождались музыкой и сценическими эффектами. Театр предназначался для выступлений иностранных (в первую очередь немецких) лицедеев. Это была труппа И. Кунста, который вскоре организовал и первую русскую труппу и первую в России драматическую школу. Затем его сменил тоже немецкий антрепренёр О. Фюрст (по другим написаниям — Отто Фиршт). При нём и в течение последующих лет на придворной сцене в Петербурге и в Москве выступали исключительно иностранцы: итальянская опера с балетом Ф. Арайи, немецкие труппы Манна, К. Аккермана, К. Нейбер, французская — под руководством Сериньи и др. B 1704 году русские актёры показали в театре три пьесы на родном языке. Однако надо учесть, что эти зрелища больше напоминали рыночный балаган. Под истинными театрами понимали действа иноземных комедиантов.

### Императорский театр Анны Иоанновны (Петербург)
В 1732 году в Россию была привезена труппа «Италианской кампании», состоящая из итальянских певцов, комедиантов и музыкантов, которую для собственного удовольствия пожелала иметь при своем дворе императрица Анна Иоанновна. Это была первая профессиональная придворная труппа в Санкт-Петербурге (до того времени театры были в Москве). В 1735 году с новой труппой комедии дель арте приехала итальянская опера-сериа.
При Анне Иоанновне с организации в 1738 году Танцевальной школы началась история петербургского императорского Театрального училища.

## Императорские театры при Елизавете Петровне. Указ от 30 августа 1756 года
Именно императрица Елизавета Петровна стала родоначальником Императорских театров России.
В середине XVIII века при Елизавете Петровне резко возрос интерес к искусствам. С 1742 года Императорские театры находятся в ведении Министерства императорского двора. С XVIII века появился чин — «придворный артист Е. И. В. (Его / Её Императорского Величества)». В 1743 году в состав Императорских театров вошёл французский придворный театр, в 1764 году — французская опера, начал развиваться русский театр.
В 1750 году силами кадетов шляхетского корпуса был сыгран весь репертуар А. П. Сумарокова и на один из спектаклей, по преданию, попал, бывший по торговым делам в Петербурге, Ф. Г. Волков. Впоследствии он рассказывал своему другу Дмитревскому:

Увидя Никиту Афанасьевича Бекетова в роли Синава, я пришёл в такое восхищение, что не знал, где был: на земле или на небесах. Тут родилась во мне мысль завести свой театр в Ярославле.
— Дризен Н. В. Стопятидесятилетие императорских театров
В начале 1752 года ярославская труппа, после того как о ней узнал сенатский экзекутор Игнатьев, была вызвана в Петербург. Часть актёров труппы Волкова была определена для обучения в Сухопутный шляхетский корпус. Весь штат императорских театров утверждался высочайше и также определялось жалование от Придворной конторы, которой подчинялась Театральная Дирекция.
А 30 августа 1756 года был подписан указ об учреждении Русского театра. 

С этого дня прежний скоморох, фигляр легализуется в русского актёра, получает права гражданства
— Дризен Н. В. Стопятидесятилетие императорских театров
С этой даты начала официальный отсчет структура Императорских театров, под эгидой которой постепенно собрались несколько уже существовавших актёрских трупп и открылись новые казённые (государевы) театры.

«30 авг. 1756 императрицей Елизаветой был дан указ Сенату „учредить Русский для представления трагедий и комедий театр“. Директором театра был назначен А. П. Сумароков. С этой даты начинается история публичных рус.
императорских (казённых) театров. Ядро театра, созданного в 1756, составили выученики кадетского корпуса из разночинцев и актёры ярославской труппы — Ф. и Г. Волковы, И. Дмитревский, Яков Шумский и др. Ассигнования на рус. труппу были ничтожны — 5 тыс. руб. в год, в то время как содержание франц. труппы составляло 20 тыс. руб. в год. Первыми русскими актрисами были А. М. Дмитревская, выдающаяся трагическая актриса Татьяна Троепольская и др.
Труппа Императорского. театра. состояла преимущественно из крепостных». 
Высочайшим указом решено было определить помещение в Санкт-Петербурге для первого русского театра, который разместился в Головинском каменном доме (ныне на этом месте — здание Академии художеств) на Васильевском острове. 
Сумароков 24 октября 1756 года потребовал от Шляхетского корпуса, чтобы во исполнение Высочайшего указа «благоволено было обучающихся в корпусе певчих и ярослевцев к нему прислать для определения в комедианты, ибо они все к тому надобны». В состав первой русской драматической труппы в Петербурге входили «придворные певчие, спадшие с голосу» — Григорий Емельянов, Павел Иванов, Козьма Лукьянов, Фёдор Максимов, Евстафий Григорьев, Лука Иванов, Прокофий Приказный; ярославцы — Федор и Григорий Волковы, Иван Дмитревский и Алексей Попов; затем состав пополнился Гаврилой Волковым, Яковом Шумским и Михаилом Чулковым. В труппу входили и пять актрис: Авдотья Михайлова, танцовщица Елизавета Зорина, Мария и Ольга Ананьины и Аграфена Мусина-Пушкина (см.: Ежегодник Императорских театров. — СПб., 1904—1905. — Вып. XV. — С. 27).
Тот же указ распространялся и на вторую столицу — в Москве труппа была создана при Московском университете,; Вольный университетский театр возглавил М. М. Херасков. Позже на основе этого театра была создана труппа Большого Петровского театра.
В 1759 году Придворная контора высочайшим повелением Елизаветы Петровны стала заниматься новым русским театром; представления давались для царствующих особ, а также для их окружения — придворной и дворянской публики.

## Императорские театры при Екатерине II
После смерти императрицы Елизаветы и очень краткого правления Петра III театральное искусство в России переживает вновь бурный подъём с воцарением на российский престол Екатерины II. Однако и иностранные артистические труппы во все это время тоже не были забыты и почитались при высочайшем дворе.
До 1766 года управление театра сосредоточивалось в ведении придворной конторы; затем императрица Екатерина II учредила самостоятельную дирекцию всех придворных театров и повелела строить в Петербурге театральное здание — будущий Большой Каменный театр. Первым директором Императорских театров стал И. П. Елагин. 

Он составил «Стат всем к театрам и к камер и к бальной музыке принадлежащим людям». В этот первый театр. штат, утверждённый Екатериной II, вошли: 1) итальянская опера и камер-музыка, 2) балет, 3) бальная музыка, 4) французский театр, 5) российский театр. 6) принадлежащие к театру люди и мастеровые. Тем же «Статом» была основана театральная школа и установлены пенсии артистам. Специальным указом был создан Комитет для управления зрелищами и музыкой. Этот указ определил организационные формы деятельности И. т. Рус. драм. труппа сохраняла наименование придворной и продолжала давать спектакли на придворной сцене в очередь с другими придворными труппами. Наряду с этим рус. актёры должны были давать и публичные представления «за деньги на городских театрах». 
Елагин пробыл на высоком посту директора Императорских театров с 20 декабря 1766 года по 21 мая 1779 год, после чего эту должность занял В. И. Бибиков (1779—1783 гг.)
В 1783 году для управления придворными театрами учрежден «Комитет над зрелищами и музыкой» (1783—1786), состоявший из генерал-поручика Петра Мелиссино, генерал-майора Петра Соймонова, камергеров князя Н. А. Голицына и Адриана Дивова и камер-юнкера П. В. Мятлева, под председательством Адама Олсуфьева.
В 1784 Комитет издал «Узаконения Комитета для принадлежащих к придворному театру», представляющие собой свод правил, определяющий поведение всех «принадлежащих к придворному театру».
В 1786 году комитет был упразднен, а директором придворных театров назначен Степан Стрекалов (1786—1789), за которым следовали два равноправных директора: генерал-майор Пётр Соймонов и Александр Храповицкий (1789—1791).
С 1791 года придворные театры вновь перешли в единоличное управление и директорами их последовательно были: князь Николай Юсупов (1791—1799), граф Николай Шереметев (1799) и обер-гофмаршал Александр Нарышкин (1799—1819), при котором в 1806 году, в царствование Александра I, были учреждены Императорские московские театры.

## Императорские театры при Александре I
Позже, уже при Александре I, произошли новые изменения. Статус, размеры Императорских театров значительно расширились: в 1803 году в его состав вошли ещё труппы, в том числе итальянская опера под руководством антрепренёра Антонио Казасси вместе с занимаемым помещением — деревянным зданием театра, построенного в 1801 году на месте будущего здания Александринского театра. Антрепренёр Антонио Казасси, не ведая, оказал России огромную услугу, пригласив с собой в Россию тогда мало известного итальянского композитора Катерино Кавоса. Кавос стал родоначальником русской оперы. Принятый на работу в императорский театр вместе с итальянской труппой, он вскоре занялся музыкальной частью Императорских театров и потребовал разделения драматической и музыкальной труппы, которая затем разделилась на оперную и балетную. В 1803 году капельмейстером итальянской и русской оперной труппы стал сам Катерино Кавос, а балетную возглавил французский хореограф Шарль Дидло.
В 1803 году приступила к работе Комиссия, созданная по специальному Указу и возглавляема управляющим Императорским Кабинетом Д. А. Гурьевым Комиссия разработала и Законоположение и Штаты, которые были утверждены императором в 1809 году. В документе определись состав театров из четырёх трупп: российской, балетной, французской и немецкой, их артистические штаты, устройство и управление Дирекции, а также порядок формирования репертуара, финансирование и другие подробности функционирования театров. Это положение по отдельным вопросам действовало почти столетие. В период работы комиссии закрепилось в официальных документах наименование «Императорские театры», которые до этого именовались придворными, казёнными или государственными.
27 апреля 1812 года, по случаю отъезда императора Александра I из Санкт-Петербурга, учреждён был «для решения высших театральных вопросов» особый комитет, которому был подчинен директор театров. В состав комитета вошли, среди прочих, директор придворных театров А. Л. Нарышкин и министр финансов Дмитрий Гурьев.

## Императорские театры при Николае I
В 1826 году было образовано Министерство Императорского Двора и уделов, управлявшее делами императорской фамилии и двора. В ведение министерства «особыми установлениями» были отданы Императорские театры а также другие учреждения культуры: Эрмитаж, Академия художеств, Придворная певческая капелла. Такое подчинение повышало статус Дирекции Императорских театров, фактически означая личный патронат императора и право, а порой и обязанность директора обращаться непосредственно к государю.

## Театральные здания Императорских театров. Санкт-Петербург
В XVIII в. основные сцены — внутридворцовые, а также:
- Оперный дом у Невской першпективы («Комеди-Опера, что близ перспективы») в районе современной М. Конюшенной ул. (1742—1749) — Оперный дом находился в бывшем манеже у Невской перспективы на берегу Глухой реки (ныне — канал Грибоедова), недалеко от лютеранской кирки (позднее — церкви Святых Петра и Павла). Зал театра, помимо партера, имел два яруса и отдельные ложи для императрицы Елизаветы Петровны и принцессы — будущей Екатерины II. В нём работали Дж. Валериани, И. Вишняков, А. Перезинотти, К. Джибелли. Здание сгорело в октябре 1749 года;
- Оперный дом у Летнего сада (арх. Ф. Растрелли; 1750—1763) — в феврале 1750 года (сохранились план и разрез Оперного дома с подписью Растрелли, датированные 14 февраля 1750 года) последовали именные указы Елизаветы Петровны о строительстве нового театра, и уже  28 ноября того же года последовало открытие театра, к которому была написана опера «Беллерофонт» (Бонекки, Арайя, Валериани);
- Большой (Каменный) театр (Карусельная, ныне — Театральная пл., 3; архитектор Ф. В. фон-Баур, М. А. Деденев), открыт в 1783. Здание Большого Каменного театра, строительство которого началось в 1775 году под руководством архитектора Антонио Ринальди, было открыто в 1783 году (театр просуществовал до 1886 года, когда здание было передано Русскому музыкальному обществу для перестройки под Консерваторию, частично разобрано и вошло в новое здание Консерватории). Тогда же, с 1783 года, начались поспектакльные сборы, с которых взимались налоги. Для царствующего дома и придворных спектакли оставались бесплатными. Дирекция императорских театров должна была обеспечивать все придворные мероприятия. Придворные спектакли были бесплатными. Зрителей собирали повестками от Придворной конторы. Присутствовать на таких зрелищах было и честью, и обязанностью.

«В праздничные дни бесплатные спектакли играли и „для народа“. Указом имп. Екатерины II от 12.7.1783 придворным труппам велено давать определенное число спектаклей в месяц в общедоступных театрах (Каменном и Деревянном) для горожан, покупавших билеты на представления».
- Деревянный театр. Поначалу был известен как Театр Карла Книпера, в 1779 году стал называться Вольным Российским Театром. Предыстория театра такова: в XVIII веке в Петербурге на Царицыном лугу (ныне —  Марсово поле), неподалёку от царского зверинца, был построен деревянный театр, предназначенный специально для выступления иностранных актёров, постепенно получивший такое же название Деревянный театр, или Малый; содержался антрепренёром Книпером и артистом Дмитревским, в 1783 г. куплен в казну. Просуществовал до 1796/1797 г., когда был снесён[9].
- Эрмитажный театр (1783; архитектор — Джакомо Кваренги). Эрмитажный театр строится при императорском дворце «Эрмитаж» по решению Екатерины II архитектором Джакомо Кваренги на фундаменте здания «Театрального корпуса», которое уже принадлежало Императорским театрам. На сегодня Эрмитажный театр — самое старое из сохранившихся театральных зданий Санкт-Петербурга.

Это небольшой придворный театр вместимостью 250 мест, рассчитанный на императорскую семью и небольшой круг избранных и приближённых лиц.
Сам зрительный зал уникален: небольшой по объёму, он устроен так, что не требует использования театральных биноклей. Все происходящее на сцене видно хорошо с любого места. Зал обладает уникальной, с античным оттенком, формой и особым объёмом с естественной прекрасной акустикой. Эти особенности театра ещё раз подчеркивают мастерство и природный дар его архитектора. <…> А вот его фундамент, на котором он стоит, по своему возрасту ровесник самому городу. Архитектор использует основание и стены предшествующих сооружений. Каменный театр при Эрмитаже строится на месте помещений старого, четвёртого по счету, Зимнего дворца. 16 ноября 1785 года премьерой комической оперы А. Аблесимова «Мельник, колдун, обманщик и сват» театр открыл свой первый сезон. 
К 1809 году в штате Театральной дирекции (Петербург) было семь трупп (балет, две русские, три французские и одна немецкая) и не менее 10 театров, включая сцены загородных резиденций.
Во второй половине XIX в.:
- Мариинский театр — императорский театр русской оперы и балета;
- Александринский театр — императорский театр русской драмы;
- Большой Каменный театр (впоследствии перестроен, на его месте ныне располагается Санкт-Петербургская консерватория) — императорский театр итальянской оперы;
- Михайловский театр — императорский театр французской музыкально-драматической труппы;
- Малый (Апраксинский) театр (впоследствии — Суворинский; ныне — Большой драматический) — императорский театр французской, затем русской оперетты[9].

К этому времени (вторая половина XIX — начало XX вв.) контора императорских театров представляла собой целый департамент с огромным количеством чиновников.

## Театральные здания Императорских театров. Москва
В 1776 году по указу императрицы Екатерины II началось строительство театрального помещения в Москве. Исполнителем был назначен князь Пётр Васильевич Урусов, который тут же принялся за строительство. Однако здание сгорело, не успев стать театром и принять ни актёров, ни зрителей. Раздосадованный князь перепоручил дело своему компаньону М. Медоксу, который и построил Большой Петровский театр. В 1806 году сгорело и это здание. При императоре Александре I театр перешёл в систему императорского, то есть стал казённым. Новое здание было построено К. И. Росси на Арбатской площади, но и его постигла та же учесть во время пожара в войне с Наполеоном 1812 года. В 1821 году началось строительство театра на изначальном месте по проекту О. Бове, и в 1825 году открылся Большой театр Москвы. В 1842 году театр перешёл под руководство петербургской дирекции императорских театров; из Петербурга в Москву приехала оперная труппа. В 1853 году сгорело и это помещение, и театр был восстановлен и обновлен архитектором А. К. Кавосом, сыном Катерино Кавоса. Ещё в 1803 по требованию музыканта и композитора Катерино Кавоса, работавшего в Петербурге, произошло разделение труппы на музыкальную и драматическую.
Спектакли давались в доме Пашкова, с 1808 — в Новом Императорском театре (Арбатском), затем с 1814 — в театре Апраксина на Знаменке.
Однако ещё до 1824 года, когда официально открылся Малый театр, балетно-оперная (Большой театр) и драматическая (Малый театр) труппы Императорского Московского театра были единым целым: единая дирекция, одни и те же исполнители. Кроме того, ещё долгое время после этого театры были соединены даже подземным ходом, были общие костюмерные и т. д.
Театральное училище долгое время не имело собственного здания, переезжая по городу вслед за театром. Наконец, в 1856 году для училища было приобретён дом на Неглинной улице (строение 6/2), построенный в 1822 году на месте бывшего Пушечного двора по проекту архитектора Осипа Бове для Военно-сиротского училища. После перестройки здания по проекту архитектора Альберта Кавоса архитектором Александром Никитиным (по другим сведениям С. А. Ползиковым), в 1863 году в него въехало училище. Ныне здесь расположены Институт имени Михаила Щепкина и балетмейстерский факультет ГИТИСа.

## Управляющие
Управляющие Московской конторой:
- Кокошкин, Фёдор Фёдорович (драматург) — директор Московского театра с 1822 по 1831 год
- Загоскин, Михаил Николаевич — директор Московского театра с 1831 по 1842 год
- Васильцовский, Александр Дмитриевич — с 1831 по 1848 год
- Верстовский, Алексей Николаевич — управляющий конторой с 1848 по 1860 год, с 1860 по 1862 год — управляющий Московской конторой.
- Львов, Леонид Федорович — с 1862 по 1864 год
- Неклюдов, Василий Сергеевич — с 1864 по 1866 год
- Пельт, Николай Иванович — с 1866 по 1872 год
- Кавелин, Павел Александрович, председатель комиссии по управлению московскими театрами — с 1872 по 1876 год
- Обер, Лаврентий Николаевич — с 1876 по 1882 год
- Пчельников, Павел Михайлович — с 1882 по 1898 год
- Теляковский, Владимир Аркадьевич — с 1898 по 1901 год
- Бооль, Николай Константинович — с 1901 по 1910 год
- Обухов, Сергей Трофимович — с 1910 по 1917 год

Управляющие Петербургской конторой:
- Погожев, Владимир Петрович — с 1882 по 1896 год
- Вуич, Георгий Иванович — с 1902 по 1903? год
- Крупенский, Александр Дмитриевич — с 1903? по 1914 год

Дирекция Императорских театров:
- Гедеонов, Александр Михайлович — с 1833 (по московским театрам — с 1 февраля 1842 года) по 1858 год
- Сабуров, Андрей Иванович — с 1858 по 1862 год
- Борх, Александр Михайлович — с 1862 по 1867 год
- Гедеонов, Степан Александрович — с 1867 по 1875 год
- Кистер, Карл Карлович — с 1875 по 1881 год
- Всеволожский, Иван Александрович — с 1881 по 1899 год
- Волконский, Сергей Михайлович — с 1899 по 1901 год
- Теляковский, Владимир Аркадьевич — с 1901 по 1917 год

## Контора Императорских театров.XIX—XX века
14 января 1816 года действия комитета были продолжены и на будущее время, а с 22 февраля 1824 года комитет был преобразован: в состав его вошли московский и петербургский военные генерал-губернаторы, из которых последний, граф Михаил Милорадович, назначен был старшим членом. 19 декабря 1825 года, за смертью графа Милорадовича, старшим членом комитета назначен шталмейстер князь Василий Долгоруков. После А. Л. Нарышкина директорами театров состояли: гофмейстер князь Пётр Тюфякин (1819—1821), Аполлон Майков (1821—1825) и Николай Остолопов (1825—1829).
5 января 1823 года московские императорские театры были выделены из общей дирекции и отданы в ведение московского генерал-губернатора кн. Д. В. Голицына. Директорами московских театров были Ф. Ф. Кокошкин (1823—1831) и М. Н. Загоскин (1831—1842).
В 1826 году учреждается министерство императорского двора, в ведение которого переходят все императорские театры. Распоряжением от 1827 года чиновники, поступающие на сцену, лишались чинов, и только в 1831 года было разрешено возвращать чины актёрам при увольнении. В 1829 году упраздняется Театральный комитет, управляющий петербургскими императорскими театрами, и взамен коллегиального руководства устанавливается единовластие директора.
В 1829 году Комитет для управления петербургскими театрами был упразднён с назначением директором театров князя Сергея Гагарина (1829—1833).
В 1839 году вышло «Положение об артистах императорских театров», по которому утверждалось деление артистов по амплуа на три разряда: 

1) главные исполнители ролей (1-е амплуа) всех родов драматического искусства, режиссёры, капельмейстеры, декораторы, солисты оркестра, солисты балета, главный костюмер и дирижёры оркестра, 

2) исполнители 2-х и 3-х ролей (2-е амплуа), суфлёры, «гардеробмейстеры», музыканты, «театрмейстеры», «скульпторы», фехтмейстеры, 

3) хористы, актёры для выходов (3-е амплуа), фигуранты, парикмахеры, нотные писцы, певчие, надзиратели нотной конторы и др.
Структура императорских театров строго придерживалась системы актёрских амплуа. Актёры делились по исполнениям ролей: трагики, комики, первые любовники (jeunes premiers), отцы семейств, матери, простаки, травести и т. д.
Русские императорские театры держались амплуа до 1882 года, когда комиссия (А. Н. Островский, А. А. Потехин и Д. В. Аверкиев), разрабатывавшая основания реформы художественной части императорских театров, постановила упразднить деление артистов по амплуа (Погожев В. П. Столетие организации Императорских Московских театров // Ежегодник Императорских театров. СПб., 1904—1905. Вып. XV. С.100).
Монополией императорских театров стали театральные афиши.
В России право печатать афиши для всех театров являлось монополией Дирекции императорских театров и её контрагентов: (ГОПП — в Петербурге и ЛЕВЕНСОН — в Москве). Эта монополия была введена актером Василием Федотовичем Рыкаловым (1771—1813). Читаем у П. Арапова: «Русская труппа в конце 18 века состояла из 21 актера и 22 актрис, в числе коих были замечательные артисты… в том числе и Рыкалов Василий Федотович представлял превосходно стариков в мольеровских комедиях… Большой успех имела „Модная лавка“, оригинальная комедия И. А. Крылова в трех действиях, где между прочим при обыске контрабанды находят помещицу Сумбурову в шкафу, где она скрывалась из боязни быть настигнутою мужем в модной лавке. Рыкалов был превосходен в роли Сумбурова». (П. Арапов. Летопись русского театра, стр.90)
С 1842 года московские театры были вновь подчинены общей дирекции. В 1842 году в Петербурге под властью директора Императорских театров объединяются Мариинский, Александринский и Михайловский театры. В Москве объединены вновь Большой и Малый театры. Дирекция императорских театров ведала репертуаром и административно-хозяйственной частью императорских театров, занималась материальными, бытовыми и творческими условиями работы артистов, работала с драматургами. При императорских театрах существовали театральные школы, готовившие артистов балета, оперы и драмы.
Артисты и все работники принадлежали сразу всем помещениям императорских театров и потому легко назначались и переназначались на разные сцены. Скажем, знаменитый русский артист Леонид Леонидов, поначалу обучавшийся в Петербурге у Каратыгина и взошедший в 1839 году на петербургские подмостки, в 1843 году был назначен в Малый театр в Москву и вскоре наследовал репертуар великого трагика П. Мочалова, но со смертью своего педагога в 1854 году для исполнения его ролей был срочно переведён обратно на петербургскую сцену. Похоже сложилась артистическая карьера и у не менее известного артиста Федора Петровича Горева, игравшего попеременно то в Малом театре (Москва), то в Александринке (Петербург), да и у многих других.
Однако положение актёров было крайне тяжёлым, хотя при этом, нельзя не сказать о полагающихся льготах, как, скажем, пенсионное обеспечение после того, как престарелые актёры покинут сцену. Публика в императорские театры приходила в основном одна и та же — поначалу театр служил развлечением беспечной богатой аристократии — и требовала разных представлений, поэтому премьеры сменяли одна другую очень быстро. Актёры постоянно должны были разучивать новые роли. Дирекция практиковала взыскания, аресты как меры административного воздействия на провинившегося актёра. Да и сама профессия актёра ещё долгое время не считалась престижной. Не следует забывать о социальной структуре государства — многовековом крепостническом укладе; поначалу все русские театры состояли из трупп, набираемых из крепостных. Ещё в начале XIX столетия Императорская труппа в Москве была сформирована путём скупки помещичьих трупп, целиком состоявших из крепостных. И хотя крепостное право было официально упразднено в 1861 году (к тому времени эта система уже сгнила сама по себе, и многие крестьяне вели свои промыслы и откупали себя и свои семьи), в высших слоях общества ещё долго было живо презрение к низшим его слоям. Актёры стали представлять отдельный определенный слой общества. В большинстве случаев артисты и семьи составляли из своего круга, а их дети наследовали традиции родителей, замещая их на императорской сцене. Возникали актёрские династии: Рыкаловы, Каратыгины, Самойловы, Садовские, Бороздины — Музили — Рыжовы. Лишь в 1896 году появилось звание — Заслуженный артист Императорских театров. Первыми звание получили петербургские драматические актёры Александринской труппы: К. А. Варламов, В. Н. Давыдов, Е. Н. Жулева, П. М. Медведев и М. Г. Савина.
Возникавшие в России социальные движения не могли не сказаться на развитии театрального искусства. Цензорский комитет запрещал новаторские и социально значимые постановки.
Преобразования в конторе императорских театров и в самих театрах происходили постоянно.
В 1881 году созданная «Комиссия по искусственной части», куда вошли многие деятели культуры, в том числе А. Н. Островский, Д. В. Аверкиев, А. А. Потехин, Э. Ф. Направник, выработала цикл театральных реформ. В 1882 году были изданы новые правила, была упразднена система амплуа и бенефисная система (правда, снова через какое-то время возрожденная). В 1885 году заведующим репертуаром московскими императорскими театрами назначается А. Н. Островский. Однако ему не удалось преодолеть сопротивление чиновников двора и цензуры. Его реформаторские театральные идеи стали последними крупными творческими преобразованиями в системе императорских театров. Хотя мелкие чиновные назначения и переназначения происходили постоянно. В 1908 году бенефисы в императорских театрах были ликвидированы.
В 1892—1915 годах при императорских театрах издавался журнал «Ежегодник императорских театров» — периодическое издание, выпускавшееся Дирекцией императорских театров в Петербурге. Там публиковался обширный справочный материал о репертуаре императорских театров Петербурга и Москвы, данные об актёрах, информация о деятельности Театрально-литературного комитета, хроника. С сезона 1893/94 до сезона 1905/06 года выходили приложения (от 1 до 6 в год), в которых помещались статьи, исследования и др. материалы. С 1909 году «Ежегодник» выходил выпусками (7 выпусков — в 1909 году, 8 — в 1910 году, по 6—7 выпусков — в 1911—1914 годах). Редакторами издания были А. Е. Молчанов, С. П. Дягилев, П. П. Гнедич, Н. В. Дризен и др.
Это время совпало с новаторскими театральными идеями, которые вырастали буквально на глазах — новые театрально-драматические эстетики Станиславского, среди прочего отказавшегося от строгой системы актёрских амплуа, Евреинова, чуть позже появились Фореггер, Таиров, Вахтангов… И только Малому театру непозволительны были никакие реформы. Тем не менее предреволюционная социальная нестабильность вынуждает чиновников совершать реформы и в императорских театрах. И вот в 1898 году в Москве под руководством режиссёра Малого театра А. П. Ленского при Малом театре был создан Новый Императорский театр для выступлений молодёжной труппы, просуществовавший 9 лет. А. П. Ленский пытался искать новые пути развития театрального искусства, освободить сцену Императорского театра от шаблона и казёнщины, навязываемым чиновниками от искусства. Однако чиновники, как водится, крепко держались за свои места и не давали ходу новаторству. В 1909 году филиал возглавил артист и драматург А. И. Южин. А предреволюционная и революционная (1905—1907) нестабильность отвлекала государственное внимание от театральных сфер. В XX в. театральные реформы осуществляли частные театры (МХТ, Мастфор, Камерный театр Таирова, Московская частная опера Мамонтова, Опера С. Зимина и др.). Именно туда стали обращаться со своими произведениями и новаторскими идеями молодые авторы, композиторы, режиссёры, когда отказывали в постановке императорские театры. Именно так, скажем, произошло с оперой Золотой петушок Римского-Корсакова, которой было отказано в постановке на императорской сцене. Премьера успешно прошла 24 сентября 1909 года в частном театре С. Зимина, в постановке режиссёра П. С. Оленина, который сам не был сразу принят в московский императорский Большой театр.
Вскоре после Февральской революции Дирекция императорских театров была преобразована в Дирекцию государственных театров (директор Фёдор Батюшков), которая существовала до ноября 1917 года.
Императорские театры России просуществовали до самой революции 1917 года.

## Директора Императорских театров
- князь Сергей Гагарин (1829—1833)
- обер-гофмейстер А. М. Гедеонов (1833—1858),
- гофмейстер А. И. Сабуров (1858—1862),
- граф А. М. Борх (1862—1867),
- гофмейстер С. А. Гедеонов (1867—1875).
- статс-секретарь барон К. К. Кистер (1875—осень 1881)
- обер-гофмейстер И. А. Всеволожский (осень 1881—1899)
- статский советник С. М. Волконский (1899—1901)
- полковник В. А. Теляковский (1901—1917).